# Андреев, Ардалион Михайлович
Ардалион Михайлович Андреев (ок. 1805 — не ранее 1864) — действительный статский советник, вице-губернатор Саратовской и Казанской губерний.

## Биография
Родился в семье надворного советника Михаила Яковлевича Андреева. После него, 25 июня 1807 года в семье родился следующий сын, Роман.
Окончив кандидатом историко-филологический факультет Императорского Санкт-Петербургского университета, 29 июля 1826 года поступил на службу.
С 19 апреля 1846 года в течение 7 лет был вице-губернатором Саратовской губернии, а с 18 июня 1853 года, ещё 5 лет — вице-губернатором Казанской губернии. Имеется неблагоприятный отзыв о нём в одном из донесений жандармов: указывая, что казанский губернатор И. А. Баратынский «прекрасного ума и образования, скромного весьма уклончивого характера, совершенно чуждый „всякой корыстии“ и пользующийся всеобщим уважением, но, к сожалению, не имеет по службе помощников, вполне сочувствующих его действиям» и ближайший его помощник вице-губернатор Ардалион Михайлович Андреев «с особым искусством пользовался всеми случаями, могущими доставить какое-либо награждение».
С 6 декабря 1851 года — в чине действительного статского советника. Был награждён орденами Св. Анны 2-й степени с императорской короной (1848) и Св. Владимира 2-й степени (1862). Состоял членом Общего присутствия управления иррегулярных войск.
Дружил с декабристом А. А. Бестужевым (Марлинским); был издателем его произведений — ему была посвящена повесть «Испытание».
Был женат на Елизавете Ильиничне Тимковской — дочери И. Ф. Тимковского. У них родились пятеро детей: Юлий (род. 21.12.1845), Святослав (род. 4.8.1848), Константин (род. 6.10.1850), Ольга (род. 1.10.1852), Михаил (род. 10.8.1855).